# روتلاند وميلتون (دائرة انتخابية في المملكة المتحدة)
روتلاند وميلتون (بالإنجليزية: Rutland and Melton)‏ هي إحدى الدوائر الانتخابية في المملكة المتحدة الممثلة في مجلس العموم في برلمان المملكة المتحدة.
عضو البرلمان الذي يمثلها حالياً هو :Mr Alan Duncan (Con).